# تان ژو
تان ژو (انگلیسی: Tan Xue؛ زادهٔ ۳۰ ژانویهٔ ۱۹۸۴) شمشیرباز اهل چین است.